# سرندیپاسراتوپس
سرندیپاسراتوپس (نام علمی: Serendipaceratops) نام یک سرده از زیرراسته شاخ‌چهرگان است.